# 26702 Naber
26702 Naber è un asteroide della fascia principale. Scoperto nel 2001, presenta un'orbita caratterizzata da un semiasse maggiore pari a 3,2153123 au e da un'eccentricità di 0,0770527, inclinata di 10,43316° rispetto all'eclittica.